# Ian Hendry
Ian Mackendrick Hendry, född 13 januari 1931 i Ipswich, Suffolk, död 24 december 1984 i London, var en brittisk skådespelare.

## Roller i urval
- 1957 – Rånkuppen
- 1959 – Plats på toppen
- 1960 – Sänk Bismarck!
- 1961 – The Avengers (TV-serie) (säsong 1)
- 1965 – Kullen
- 1965 – Repulsion
- 1968 – Jakt på ögonvittne
- 1969 – Den vilda diamantjakten
- 1969 – Doppelgänger
- 1969 – Helgonet (TV-serie)
- 1970 – Fångläger McKenzie
- 1971 – Snobbar som jobbar (TV-serie)
- 1971 – Ta fast Carter!
- 1972 – Från andra sidan graven
- 1973 – Thalias hämnare
- 1975 – The Sweeney (TV-serie)
- 1975 – Yrke: Reporter
- 1979 – The Bitch
- 1980 – McVicar
- 1981 – Bergerac (TV-serie)